# Fini la comédie (chanson)
Singles de Dalida
Chanteur des années 80 Il pleut sur Bruxelles
Fini la comédie est un single de Dalida sorti en 1981. La chanson est le deuxième single sorti par la chanteuse dans les années 1980. Elle est une adaptation de There For Me chanté par le groupe La Bionda en 1978.
La face B du disque, Marjolaine, est quant à elle une reprise d'un titre des années 1950 de Francis Blanche.
Le single ne se vendra qu'à 50 000 exemplaires.